# Sherif Arafa
Sherif Arafa (àrab: شريف عرفة, Xarīf ʿArafa) (?, 25 de desembre de 1960) és un director, escriptor i productor egipci. Es va graduar a l'Institut Superior de Cinema l'any 1982.
Sherif Arafa ha participat en la realització de moltes de les pel·lícules més significatives de la història del cinema egipci, com ara Birds of Darkness, Mafia, Halim i Welad El Am. Ha produit diversos treballs per a la televisió com ara Tamer we shawkeya i Lahazat Harega. Tuyur al Zalam va guanyar la Palma de bronze a la XVI edició de la Mostra de València.
Va ser famós per les seves pel·lícules polítiques amb l'escriptor Wahid Hamed.

## Premis
Al llarg de la seva carrera ha rebut nombrosos premis com:
- Premis al millor director i millor pel·lícula concedit pel ministre de Cultura egipci Farouk Hosni per Al-Irhab wal kabab i The forgotten.
- Premi a la millor pel·lícula nacional l'any 2007, per Halim.

## Família
Tant el seu pare, Saad Arafa, com el seu germà petit, Amr Arafa, són directors.